# Mosonmagyaróvár közlekedése
Mosonmagyaróvár múltját és jelenét egyaránt meghatározza illetve befolyásolja a város földrajzi elhelyezkedése, a nagytérségi kapcsolatokat biztosító közlekedési útvonalak alakulása.  Az egyetlen járható útvonal a Duna és a Hanság mocsarai között itt húzódott. A Duna menti limes útja mentén alakult ki Ad Flexum, a római katonai és polgári település – amely évszázadokon át jelentős védelmi és kereskedelmi funkciókat látott el.  Hatással volt az itt élőkre egy másik fontos útvonal is, a borostyánút, amely a Baltikumot a Földközi-tenger térségével kötötte össze.
A középkorban sem vesztette el a város közlekedéséből adódó fontos szerepét, s e területet nevezték  „Mosoni Kapu” néven. Természetesen a történelem során más eseményekkel összefüggésben és a technikai változásokat követve a különböző közlekedési módok erősödtek fel vagy éppen szorultak vissza . A város fejlődése – vagy éppen egyes városrészek hanyatlása – egyértelműen visszavezethetők a településen áthaladó utak hatására.

## Vízi közlekedés
A Mosoni-Duna hosszú időn keresztül jelentős víziút szerepét töltött be, az ország keleti részéből érkező gabona- és élőállat-szállítmányok, amelyeket elsősorban Bécs nagykereskedői vásároltak fel, a folyón Mosonig hajón szállították, majd innen a szárazföldön vitték tovább. A mosoni városrész számára ez az időszak élénk forgalmat, az akkori idők igényeinek megfelelő szolgáltatásokat, s nem kevés bevételt jelentett. Ennek az időszaknak emlékét őrzi Mosonban az un. Futura (gabonaraktár) épülete, de a Kühne Rt gyárépületeivel szemben – ma már étteremként működő épület – egykori funkciója is a víziszállításhoz kapcsolódott. A XIX. század közepén megépített vasút azonban a vízi szállítást egyre jobban kiszorította, s néhány erőtlen próbálkozás után mára gyakorlatilag a Mosoni Duna – mint szállítási útvonal – már nem működik.
A város és környékének folyói a XX. század kezdetétől már sokkal inkább a pihenés, kikapcsolódás céljait szolgálták. A Mosoni Dunán strandok, csónakházak működtek, kompjárat kötötte össze Magyaróvárt és Máriakálnokot, a Wittman Parktól a kálnoki részig bérelhető csónakok közlekedtek. Néhány éves visszaesés után ma újra felértékelődnek a vizek nyújtotta turisztikai lehetőségek. A jövő feladatai is ezt segítik: megkezdődött a Mosoni Duna mosoni városrészén lévő duzzasztómű átalakítása a folyamatos kishajó forgalom biztosítására, készül a folyó városi szakaszának hasznosítási terve, s a várost sok helyén átszelő Lajta folyó part menti sétányainak, környezetének rendbetétele is szerepel a város jövőképében.
Feltétlenül szólni kell a dunakiliti duzzasztómű, a Duna, a Szigetköz vízi közlekedéséről, amelyek ugyan nem a város közigazgatási területén helyezkednek el, de állapotuk, jövőjük komoly hatással lehet a város idegenforgalmára, vendégfogadó képességére. A vízügyi, a természet és környezetvédelmi és az idegenforgalmi szakemberek és szervezetek sokat tettek és tesznek a sérült táj helyreállítására, végleges megoldást azonban csak a magyar és a szlovák fél közös megállapodása jelenthet. Megfelelő vízmennyiség esetén megtöbbszöröződhet a turisztikai hajóforgalom, a térség bekapcsolódhat a nemzetközi vízi életbe.

## Vasúti közlekedés

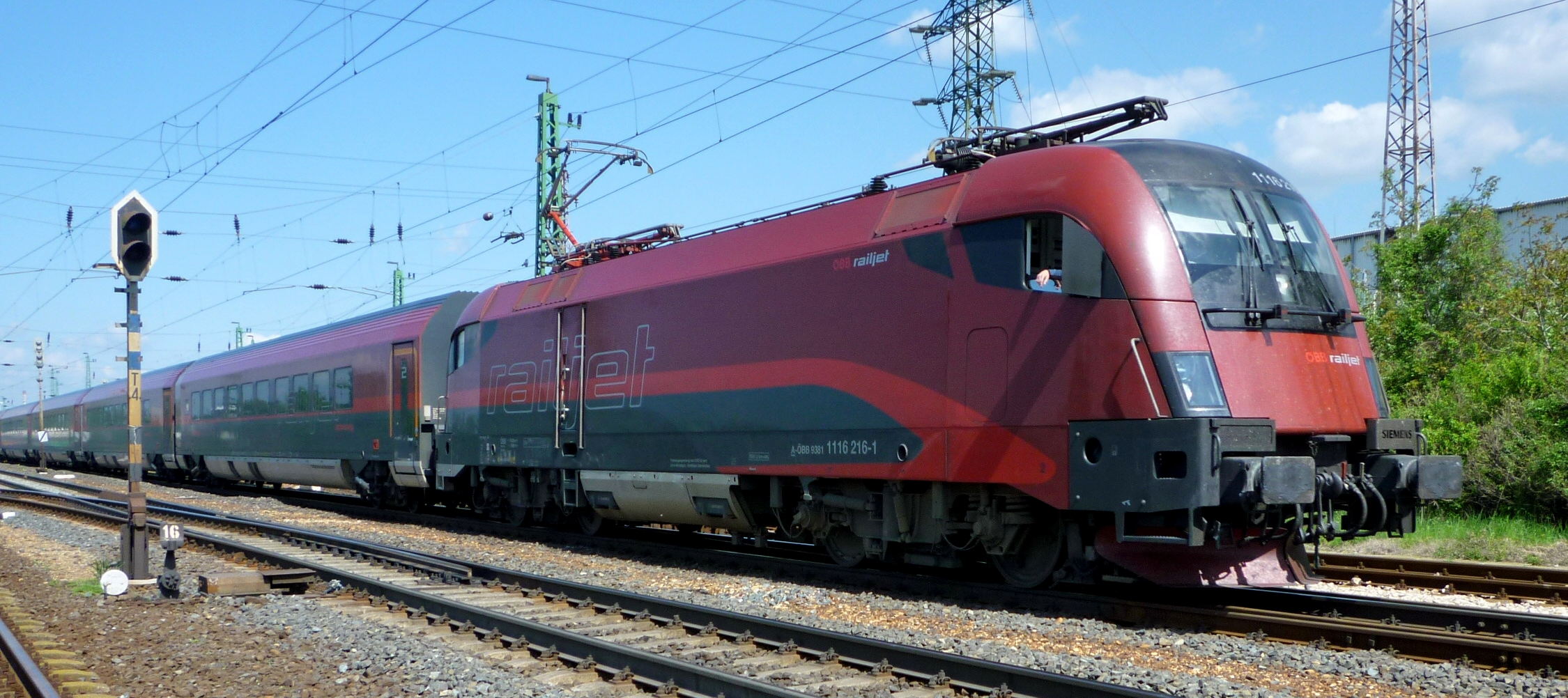
Railjet Mosonmagyaróváron

Mosonmagyaróvár a vasúti közlekedés szempontjából nagyon jó adottságokkal rendelkezik, hiszen a Budapest–Hegyeshalom fővonal mellett fekszik, amely a nemzetközi hálózat része. A felújított állomásépület, fedett peronok, gyalogos aluljáró korszerűbbé és komfortosabbá tette a vasúti utazást.
Távolsági forgalomban az ÖBB Railjet vonatai szolgálják ki a települést, közvetlen kapcsolatot biztosítva Győr és Budapest, illetve Bécs - München irányába. Regionális forgalomban a MÁV-Start nemzetközi EURégió motorvonatai közlekednek Győr - Hegyeshalom - Bruck a. d. Leitha (Királyhida) állomások között. Egyes belföldi személyvonatokkal közvetlenül elérhető Rajka is, azonban a Rajka-Pozsony nemzetközi forgalom a 2000-es évek közepén megszűnt. 2011-ben a GYSEV tervezte a forgalom újraindítását, de a szlovák szakminisztérium nem vállalta a járat finanszírozását.
A város jelentős ipari területei közvetlenül kapcsolódnak a vasúti hálózathoz, tehermentesítve ezzel az amúgy is jelentős közúti teherszállítást.

## Helyi és helyközi autóbusz-közlekedés
Moson és Magyaróvár városrészek közötti távolság, a vasútállomás a város déli részén való kialakítása korán életre hívta az első buszjáratot, amely 1906-tól szállította az utasokat a vonathoz. (Az akkori vállalkozó utódja ma is a város megbecsült szállítási vállalkozója.) 1926-tól már a környező községekbe is menetrendszerű járatokkal lehetett eljutni, a Szigetköz települései – vasúti közlekedés hiányában – ma is a helyközi autóbusz tömegközlekedéssel kapcsolódnak a térségközpontokhoz.
1990-től 2015-ig a Kisalföld VOLÁN Rt, 2015-től 2019-ig az ÉNYKK végezte a városban és környékén a személyszállítást, 2019 óta a Volánbusz látja el ezt a feladatot. A városon belül 9 járat biztosítja a lakosság számára az egyes városrészek közötti, illetve a lakó és az ipari területek irányában történő közlekedést. 2003-ban a Királyhidai úton – a Tesco Áruház mellett – megnyílt az új végállomás, az utazáshoz kapcsolódó egyéb szolgáltatásokkal ellátva.
A városkörnyéki településekre közvetlen autóbuszokkal lehet eljutni, s bár a személygépkocsi állomány folyamatos növekedése egyre több ember számára teszi lehetővé az egyéni utazást, a helyközi buszközlekedés nem vesztett jelentőségéből. A város elérhetőségét javítja a Budapestre és 10 dunántúli városba induló napi buszjárat. Tömegközlekedés jellegű ma már a Burgenlandból és Bécsből érkező napi, nagyobb számú, elsősorban osztrák vállalkozók által indított busz.

## Közúti közlekedés
A város úthálózati jellegét két tényező határozza meg alapvetően. A három fővárosba – Budapest, Bécs és Pozsony felé haladó főutak – amelyek ma már részei a transzeurópai közlekedési folyosóknak is – valamint a városrészeket összekötő gerincutak. Ezekre a belső városi utakra kapcsolódnak a lakóterületek kiszolgáló útjai. A Bécs – Budapest főút régi vonala követi a középkorban kialakult nyomvonalat (ma 1-es főút), a Pozsonyba vezető főút egyben a Szigetköz északi településeit is összeköti a várossal. 1996-ban elkészült az országhatárig tartó M1-es autópálya utolsó szakasza is, 2003-tól Mosonmagyaróvár és Hegyeshalom között az autópálya-használat díjmentessé vált. Ez a város számára azért különösen fontos, mert a térség jelentősen megnövekedett észak-déli teherforgalma, amely Rajkánál éri el az országot és Mosonmagyaróváron csatlakozik a 85-86-os, dél felé vezető főutakhoz, ma már elkerülheti a történelmi belvárosokat, mérsékelve a környezeti terhelést, és érezhetően csökkentve a levegő és a zajszennyezést.
A várost a környező települések többségével négy számjegyű utak kötik össze, ezek az alábbiak:
- az 1401-es út, mely Győrtől húzódik idáig a Szigetköz déli felén elterülő települések többségét feltárva,
- az 1406-os út, mely Máriakálnokkal biztosít összeköttetést,
- az 1408-as út, mely Dunakilitin át Rajkáig vezet, és
- a 8505-ös út, mely Mosonszolnokon át az osztrák határig (Albertkázmérpusztáig) húzódik.

A városi lakóutak közül még mindig nagyon sok a burkolatlan út. 1990 után jelentős útfejlesztési program kezdődött, azonban a szennyvízcsatornák hiánya nem tette lehetővé valamennyi út szilárd burkolattal aló ellátását. 2002-ben megkezdődött a városi csatornahálózat teljes kiépítése – ez 2005-re befejeződik – ezután gyorsított ütemben lehet a mellékutak felújítását elvégezni. A még mintegy 20 kilométernyi földút burkolása mellett a meglévő úthálózat helyreállítására is egyre nagyobb figyelmet fordít az önkormányzat.
A következő hosszú távú időszak feladatai közé tartozik az Ipartelep forgalmának átvezetése, közvetlenül a 86-os főútra – a Fertősor átépítésével és egy új szakasz kiépítésével –, a nemzetközi főutak városon kívüli összekötése. Így, egy külső körgyűrű tovább mérsékelheti a belvárosi forgalmat, a hiányzó, déli autópálya csomópont megépítése, amelynek folytatásával Máriakálnok irányába – egy új, a Mosoni-Dunán létesítendő híd építésével a szigetközi forgalom közvetlenül rávezethető az autópályára, a Halászi felé vezető út új nyomvonalon való kiépítése a belvárost tehermentesíti. A meglévő, nagy csomópontok közlekedési rendjét is felül kell vizsgálni (pl. Fő utca – Sallai Imre utca csatlakozása, kórház előtti csomópont átalakítása). A külső elkerülő utak megépítése után sor kerülhet a belvárosokban lévő forgalmi utak átépítésére, a zöldterületek, parkolási lehetőségek bővítésére.
A városban, mint a világon általában mindenhol, egyre nagyobb gond a parkolás. A nagy forgalmú belvárosokban ma már szinte mindenhol csak fizető parkolók működnek, az új létesítmények kialakításánál szigorúan megköveteljük a beruházáshoz kapcsolódó, saját területen kialakított parkolókat.
A városban és a környékén jelentős kerékpáros közlekedés van, ugyanakkor az utóbbi időben fellendülőben van a kerékpáros turizmus is. Ennek ellenére még nagyon szerény mértékű a különálló kerékpárút-hálózat, a városon belül a főbb csomópontoknál az üdülőterület és az Ipartelep felé vezető úton készültek kerékpársávok. A kerékpáros turizmus számára szintén önálló nyomvonalak létesítésére lenne szükség.
A kisebb forgalmú utakon információs táblák segítik a turisták tájékozódását. Mosonmagyaróvár és Halászi között 2002-ben készült el az önálló kerékpárút, forgalma bizonyítja az ilyen létesítmények létjogosultságát. A város gesztorságával elkészült az a pályázat, amely uniós forrásokat is bevonva, a határátkelőket elérő kerékpárutakat kíván megvalósítani, egyben összekötni a Fertő menti kerékpárutat a Duna mentivel.
A belföldi és külföldi közlekedőket segítik a városban megépített korszerű üzemanyagtöltő állomások és a 2000-ben megkezdett információs táblarendszer kiépítése, amely közintézményekre és látnivalókra hívja fel a figyelmet.

## Légi közlekedés

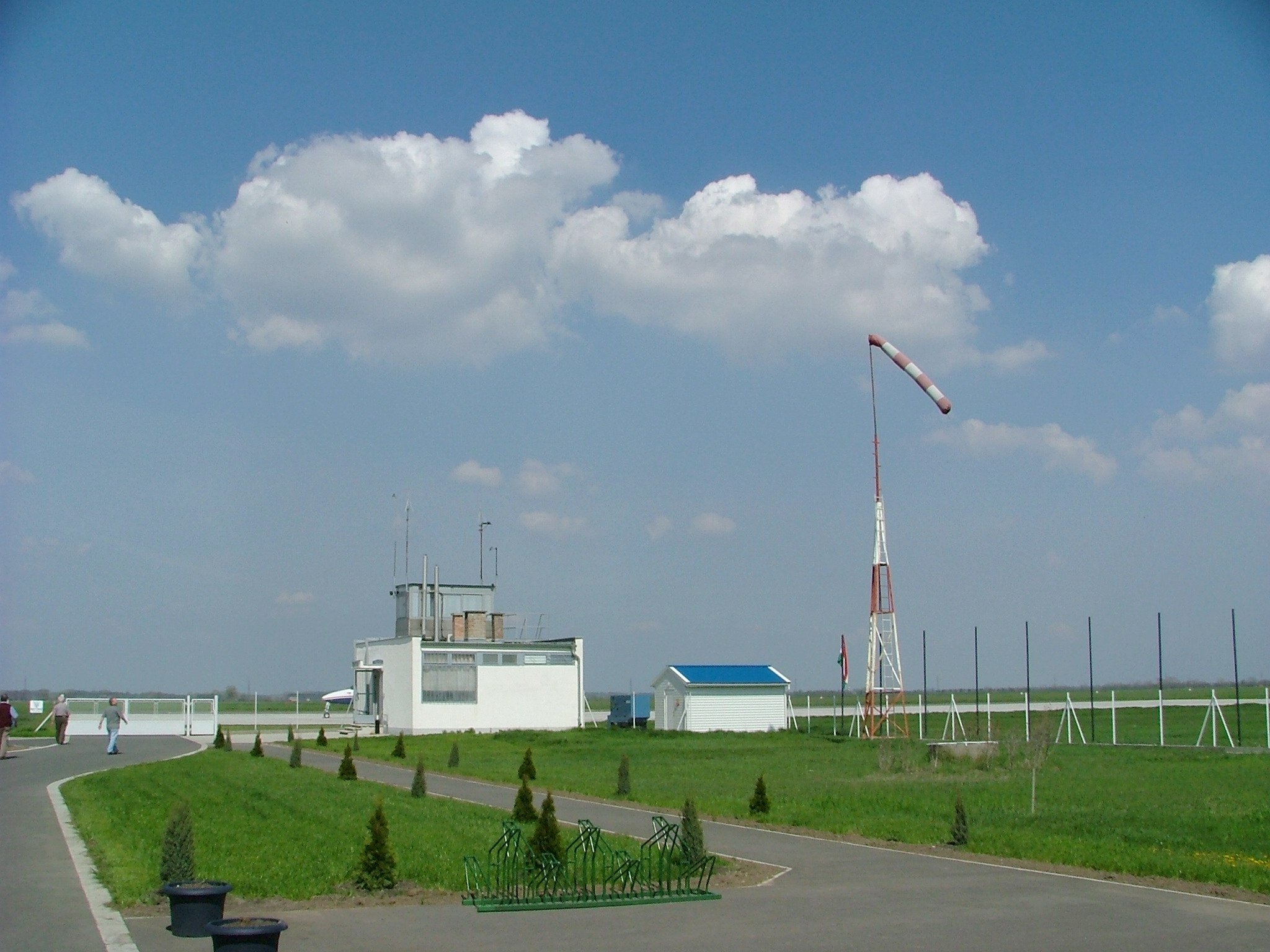
Pér repülőtér

A város elérhetőségét segíti a bécsi és pozsonyi repülőtér, valamint a 2003-ban üzembe helyezett Győr–Pér repülőtér. A Mosoni Duna és az Öreg-Duna találkozásánál – Gönyűn – működik és folyamatosan bővül a közforgalmi kikötő és szorgalmazzuk újabb kishajók beléptetési lehetőségének lehetőségét.